# کوئیلپای، کوئینزلند
کوئیلپای (به انگلیسی: Quilpie) یک شهرک در استرالیا است که در Shire of Quilpie واقع شده‌است.